# Keppel Island
L'île Keppel (en anglais : Keppel Island, en espagnol : Isla de la) est située au nord de la Grande Malouine. Elle se trouve entre Pebble Island et Saunders Island, dans l'archipel des Malouines.

## Administration
Les îles sont administrées par le Royaume-Uni dans le cadre du Territoire britannique d'outre-mer des îles Falkland. Elle est revendiquée par la République argentine, qui en fait une partie du Département des îles de l'Atlantique Sud dans la province de Terre de Feu, Antarctique et îles de l'Atlantique sud.

## Description
Son point culminant est le mont Keppel (341 mètres) et il y a une large vallée plate au centre de l'île avec plusieurs lacs d'eau douce. La vallée centrale s'élève fortement vers le sud-ouest, l'ouest et le nord. Le nord-est est de faible altitude, avec un littoral profondément découpé.
La grande population de surmulots de l'île constitue une espèce envahissante. Ce sont des prédateurs des oiseaux qui y nichent, dont plusieurs espèces présentent un intérêt pour la conservation.

## Historique
Les premiers colons britanniques ont donné à l'île le nom de l'amiral Augustus Keppel , premier lord de l'Amirauté au XVIIIe siècle.
Une colonie missionnaire anglicane, établie au milieu du XIXe siècle, servait des Yagans amenés de la Grande île de la Terre de Feu. Ils leur ont appris l'agriculture et l'anglais, et certains membres du groupe britannique ont appris le Yagan. En 1885, l'île a été développée par des immigrants européens pour l'élevage de moutons. Aujourd'hui, la maison de la mission, la chapelle et les murs de pierre de certaines des habitations Yagans restent intacts sur l'île. Certains murs de pierre ont été utilisés pour fournir les fondations des bâtiments actuels. Les ruines sont des bâtiments classés et comptent parmi les plus anciens des îles.
À la fin du XXe siècle, l'île a été désignée réserve naturelle. Il a une petite colonie sur la côte est, mais pas de population permanente.

## Zone ornithologique
L'île a été identifiée par BirdLife International comme une zone importante pour la conservation des oiseaux. Les oiseaux pour lesquels le site est important pour la conservation comprennent : le brassemer des Malouines, l'ouette à tête rousse, le manchot papou (1250 couples), le gorfou sauteur (780 couples), le manchot de Magellan , l'albatros à sourcils noirs, le mélanodère à sourcils blancs.

## Galerie

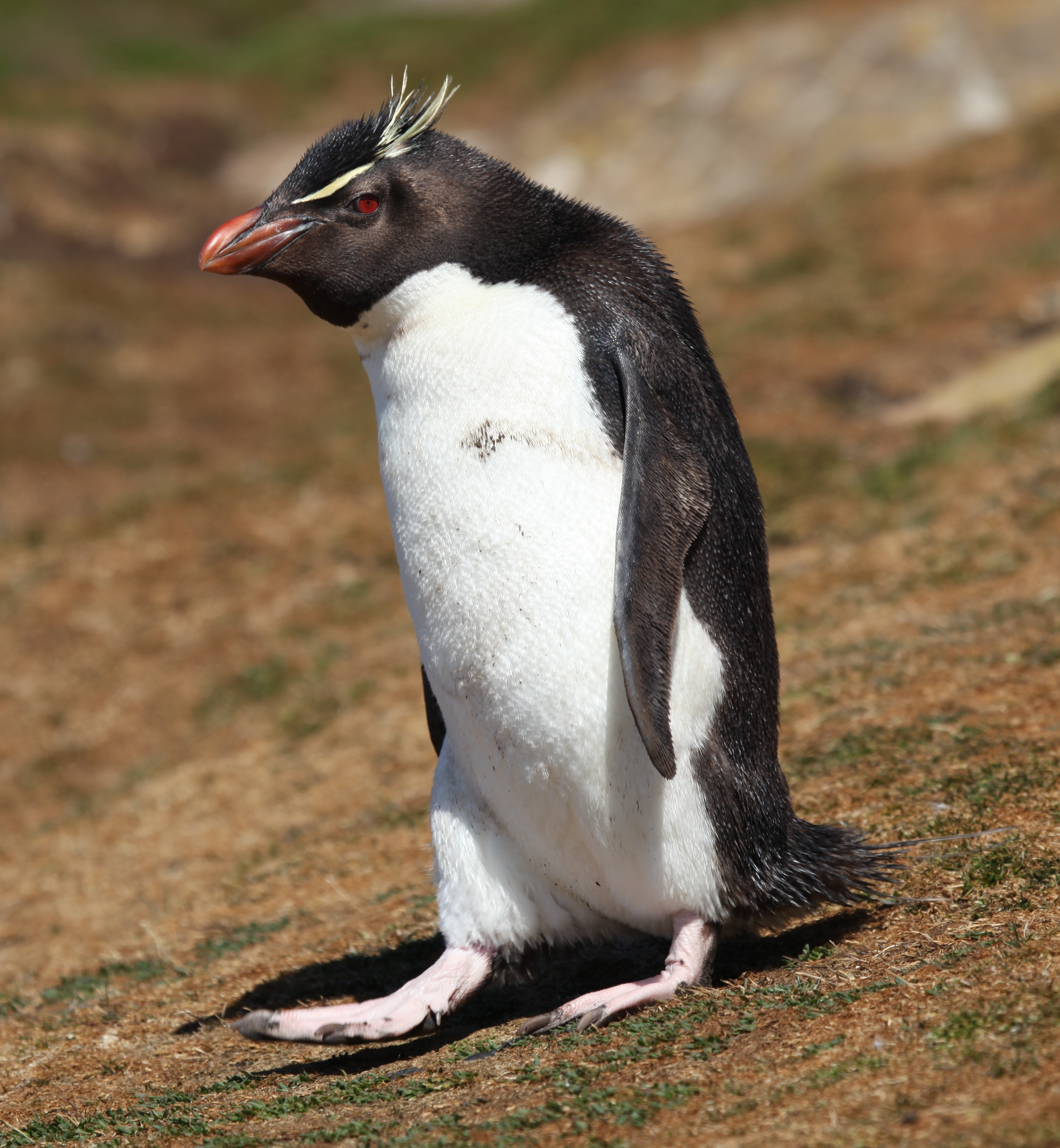
Gorfou sauteur
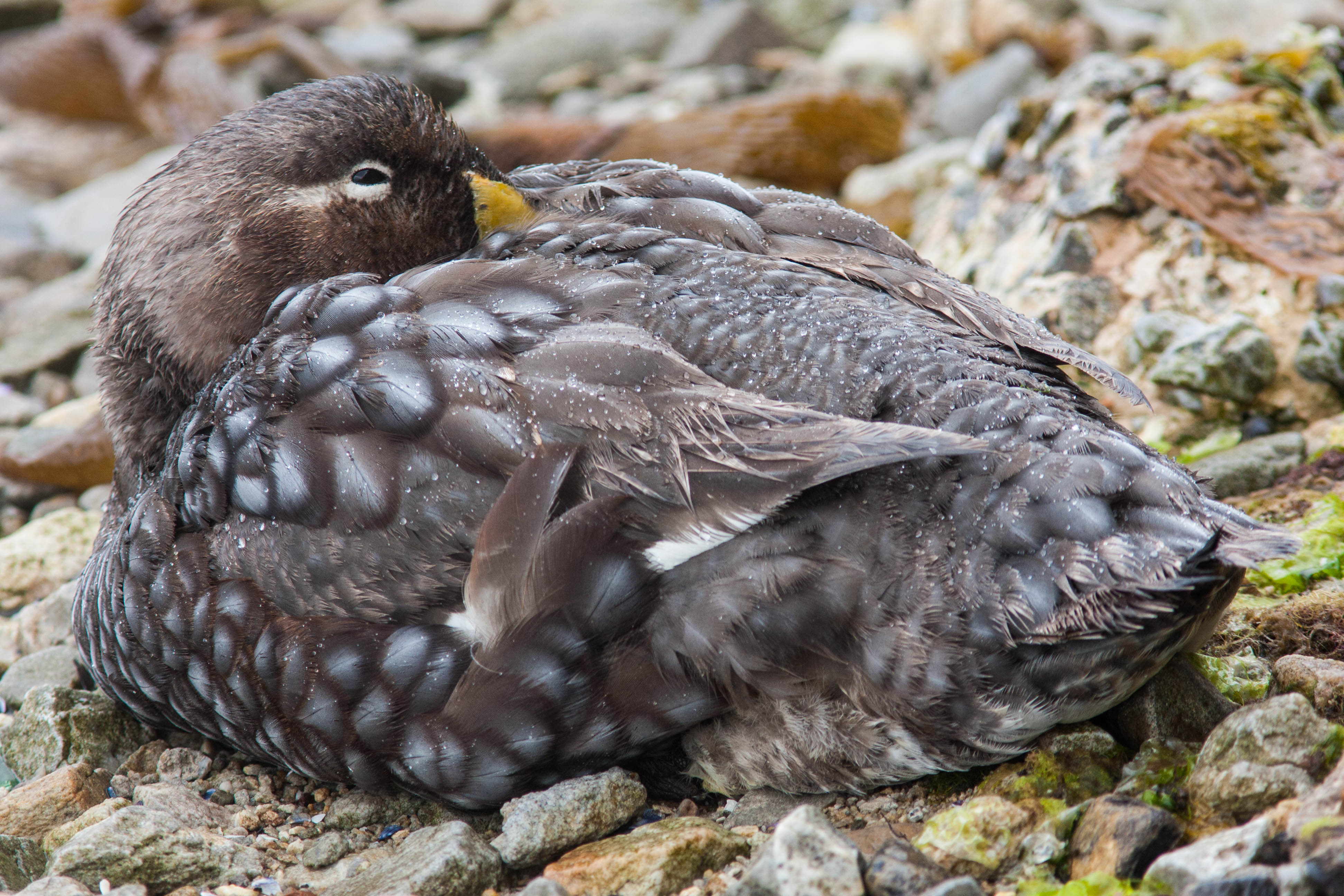
Brassemer des Malouines
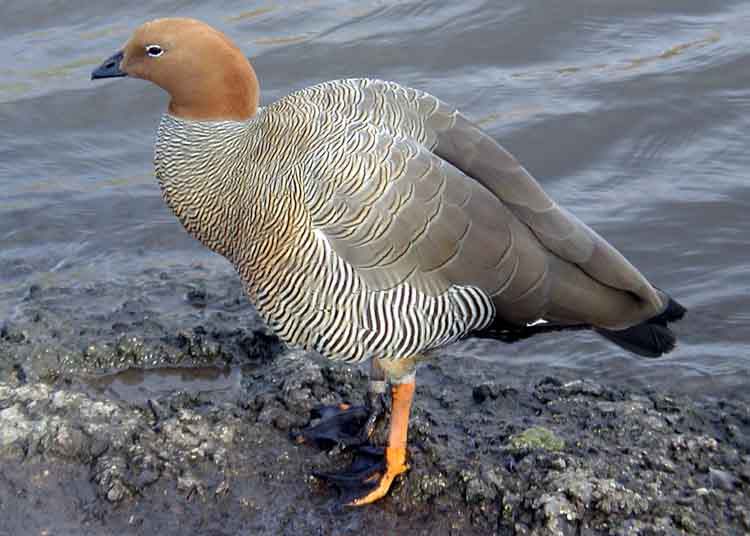
Ouette à tête rousse
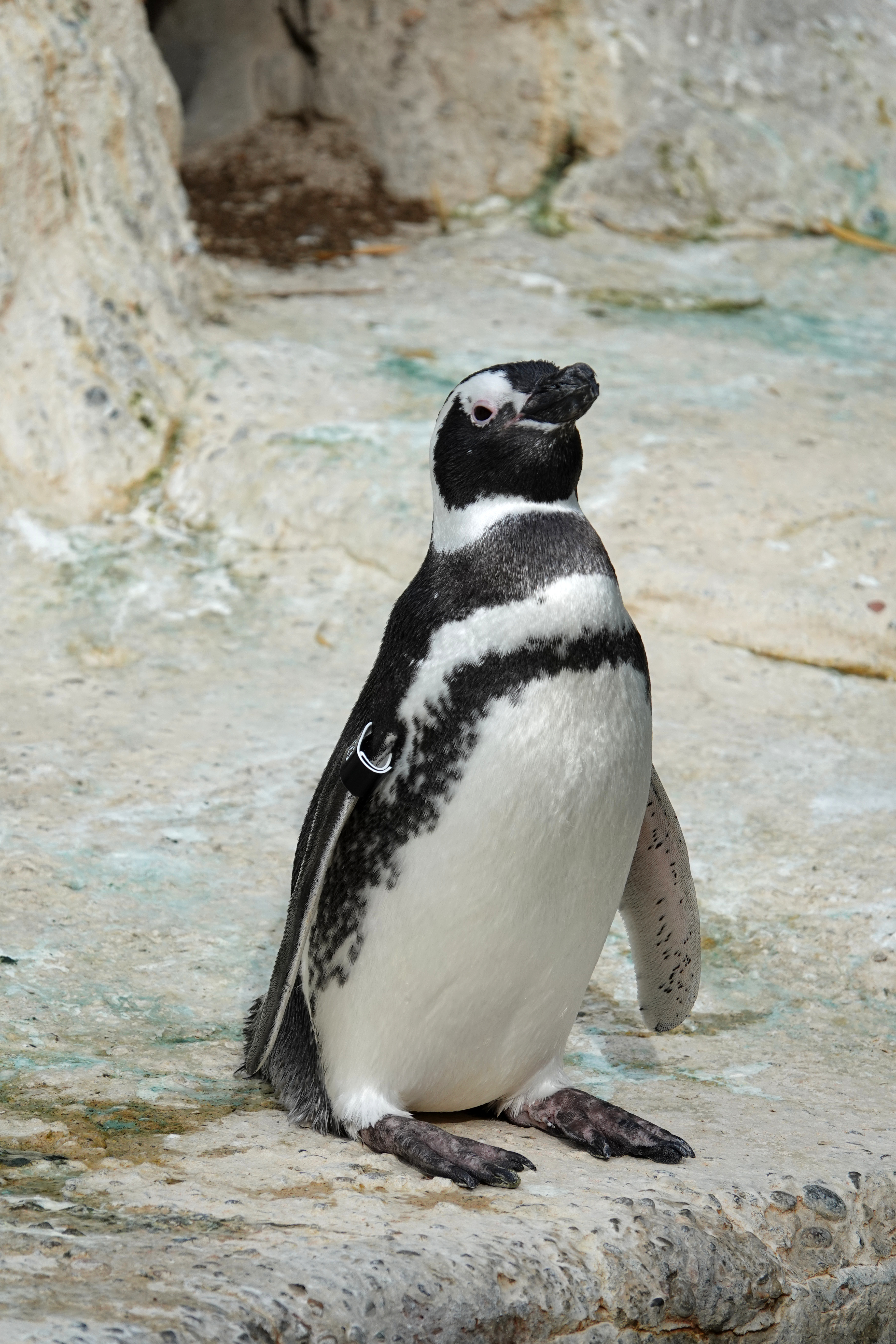
Manchot de Magellan
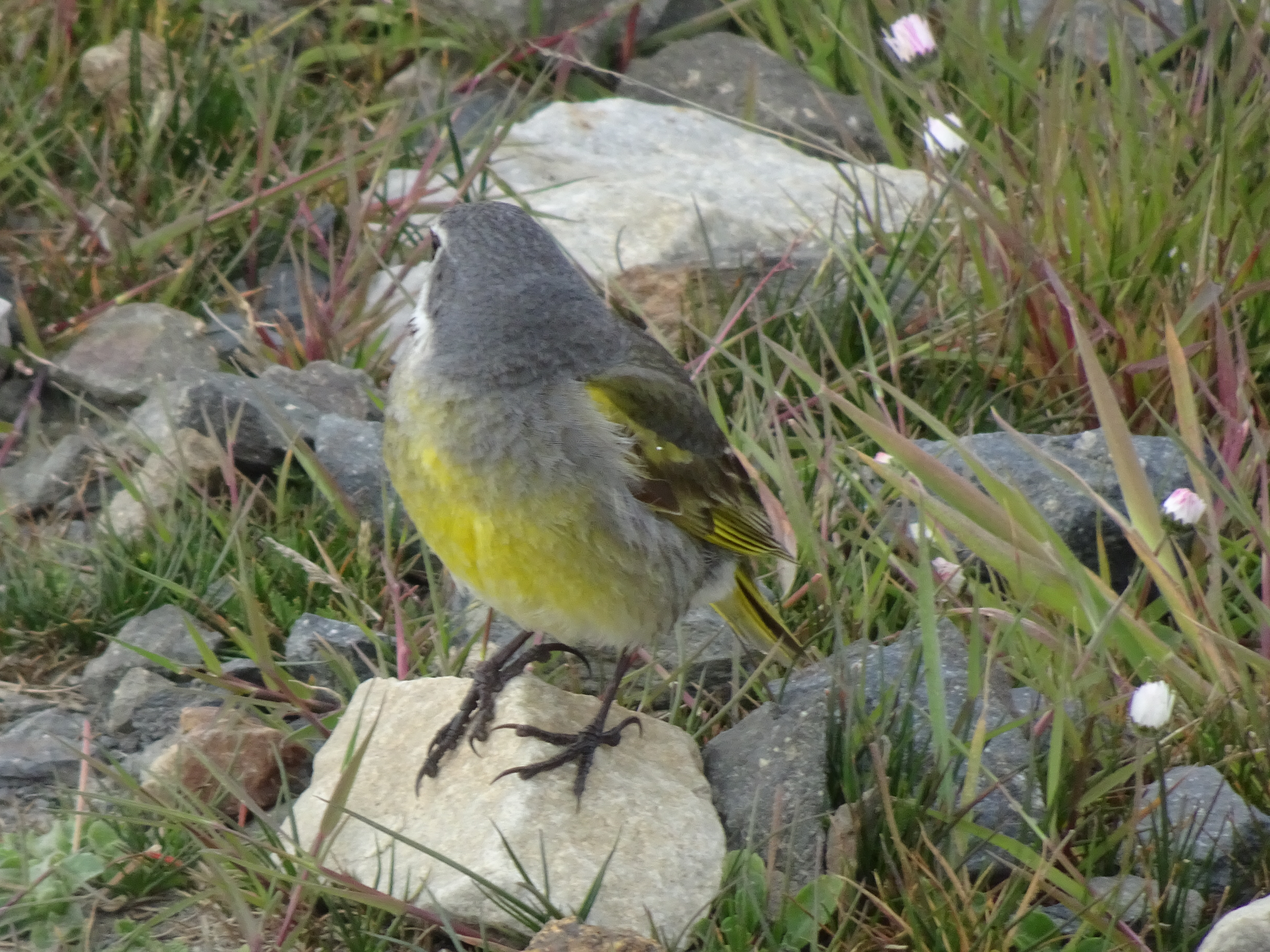
Mélanodère